# Сомик крапчастий
Сомик крапчастий (Corydoras paleatus) — вид прісноводних риб родини панцирних сомів (Callichthyidae), роду коридораси (Corydoras). Одна з найпоширеніших у світі акваріумних риб. Ця скромна і непоказна рибка з коротеньким тулубом і високим спинним плавцем уже більш як сто років живе в акваріумах любителів. Батьківщиною сомика крапчастого є басейн річки Парана та річки на південному сході Бразилії.
Уперше коридорасів крапчастих завезли в Європу в 1876 році. Їх успішно розмножив французький натураліст П'єр Карбоньє.

## Опис
Тіло крапчастих сомиків вкрите панциром, що захищає їх від хижаків. Загальне забарвлення тіла сіре, темніше по спині. По всьому тілу й плавцях розкидані темні плями. Самці завдовжки 4-6 см, самки — 5-7. На верхній губі є дві пари вусиків. Самці стрункіші за самок, спинний плавець у них гострий, трикутної форми, а у самок — заокруглений.
Коридораси виконують роль санітарів акваріума — підбирають з дна залишки їжі, запобігаючи їхньому розкладанню. Без особливих зусиль риби зариваються з головою в гравій і вибирають з нього трубочників, які можуть у великій кількості нагромаджуватись біля кореневої системи рослин. Цікавою особливістю риб є те, що злякавшись, вони розпростають грудні плавці.
У колекціях любителів, крім риб сірого забарвлення, можна побачити й інших риб, які не відрізняються за формою від звичайних, але мають суцільне жовто-рожеве забарвлення тіла і червоні очі. Такий колір очей, як відомо, — ознака альбіносів. Їх утримання нічим не відрізняється від утримання коридорасів крапчастих. Проте коридораси крапчасті плодючіші.

## Умови утримання в акваріумі

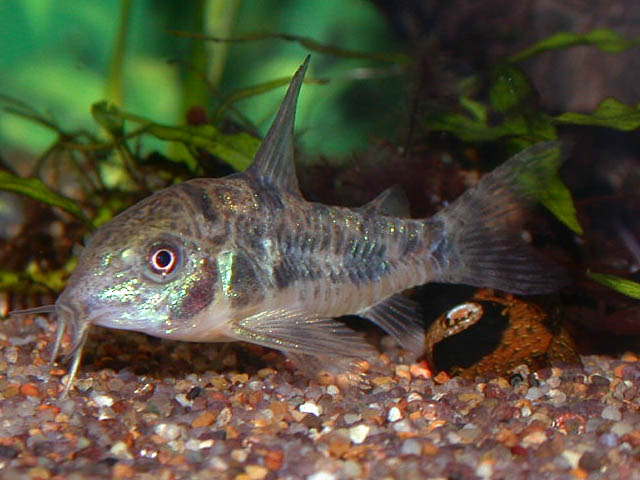
Сомик крапчастий

Крапчасті сомики — зграйні рибки, оптимальна кількість — 6-8 особин. У крайньому випадку, сомиків потрібно містити хоч би парами, але ніяк не поодинці. Витривалі рибки, виживають у достатньо широкому інтервалі температур, найоптимальніша — 20-28 °C. У літературі описані випадки, коли риби вмерзали в кригу, але після поступового розмороження відновлювали свою активність. Проте крапчасті сомики чутливі до наявності у воді кухонної солі, що може призвести до їхньої загибелі.
В акваріумах, обладнаних фільтрами, сомики часто потрапляють у водозбиральну трубку, якщо її не закрито сіткою, і від цього гинуть.
До умов утримання крапчасті сомики дуже пластичні. Вони невибагливі до твердості води, її хімічного складу, проте найкраще почуваються у воді нейтральної або слаболужної реакції.

## Розведення

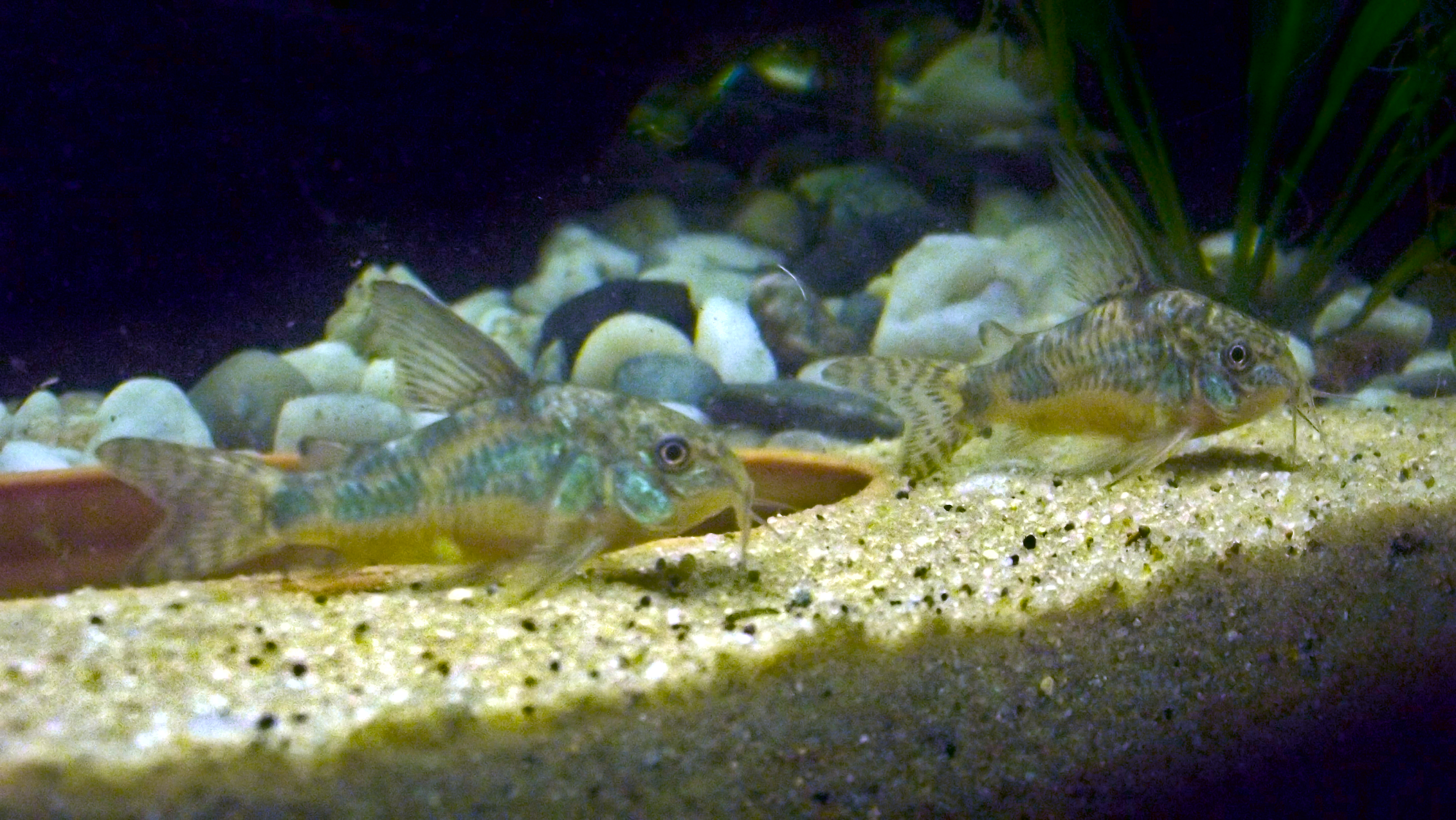
Статевий диморфізм (самець праворуч)

Статевої зрілості досягають у 6-8 місяців. Відомі випадки, що риби нерестились у шестирічному віці. Розмножуються так само, як золотисті сомики. Розмножувати і вигодовувати молодь коридорасів можуть навіть початківці. Для цього дорослих статевозрілих риб вміщують у 20-30 літрове нерестовище з відстояною свіжою аерованою водою незначної твердості, з температурою на 2-3 °C вищою або нижчою, ніж в акваріумі, де знаходились перед цим риби. Великі кущі таїландської папороті будуть найкращими рослинами для нерестовища. Стимулом для нересту може бути звук крапель, які падають на поверхню води. Для створення такого ефекту на поверхню води направляють краплі з шлангу, затиснутого затискачем. Імітувати дощик починають з самого ранку.
Нерест коридорасів — захоплювальне видовище. Ініціатором може бути як самка, так і самець. Самка забирає ікру в згорнуті у вигляді совочка черевні плавці і шукає місце куди їх приліпити. Так повторюється багато разів. Через деякий час стінки нерестовища заліплюються білуватими ікринками розміром з пшоняне зерно. Цікавим фактом є те, що в результаті такої складної поведінки риб ікра може бути запліднена на сто процентів.
Після закінчення нересту риб відсаджують, так як батьки турбуватись за своє потомство не будуть. Залежно від температури води ікра розвиватиметься 8-14 діб. Весь час воду нерестовища потрібно продувати повітрям і потроху підмінювати.

## Цікаві факти
Сомики володіють додатковим кишковим диханням і можуть дихати киснем повітря.